# Land O’Lakes
Land O’Lakes ist eine Agrargenossenschaft US-amerikanischer Milchbauern mit Sitz in Minneapolis-St. Paul. Sie hat rund 3.600 direkte Mitglieder und rund 850 angeschlossene Genossenschaften mit über 300.000 Genossen (Stand 2013).
Neben dem Geschäft mit Milchprodukten gehören auch der Futtermittelhersteller Purina Mills, der 2001 von Vorbesitzer Ralston Purina übernommen wurde, sowie der Saatgut- und Pestizidhändler WinField Solutions zu Land O’Lakes.